# 서점가

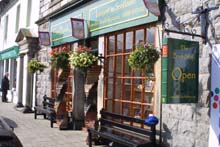
서점가

서점가(書店街)는 서점이 많이 들어선 거리를 말한다. 헌책방이나 고서점 등이 많이 모여 있다. 이러한 상점과 문학 축제는 독서를 좋아하는 관광객을 끌어들인다. 일부 서점가는 국제북타운기구의 회원이다.

## 같이 보기
- 세계 책의 수도